# Aníbal Ciocca
Pour les articles homonymes, voir Ciocca.
Aníbal Ciocca, surnommé El Principe (né le 23 juillet 1915 en Uruguay et mort le 7 novembre 1981), est un joueur de football international uruguayen, qui évoluait en tant qu'attaquant.

## Palmarès
Nacional
- Championnat d'Uruguay (7) :
  - Vainqueur : 1933 et 1934, 1939, 1940, 1941, 1942 et 1943.
  - Meilleur buteur : 1934 et 1936.

 Uruguay
- Copa América (2) :
  - Vainqueur : 1935 et 1942.